# Die Young
Singles de Ke$ha
Blow
(2011) C'Mon
(2013)
Die Young est une chanson de l'artiste américaine Ke$ha, publiée en tant que premier single issu de son album Warrior (2012). Le single est sorti le 25 septembre 2012,.

## Développement et composition
La chanson a été écrite par Ke$ha, Nate Ruess, Dr. Luke, Cirkut et Benny Blanco. Les couplets de la chanson contiennent de grandes pauses électroniques ainsi que des tambours lourds. Le refrain « frappant » et « tapant » ne dispose pratiquement pas de batterie Le coproducteur Benny Blanco a décrit la chanson comme un « rock de vieux hippies ».

## Promotion
Les rumeurs au sujet de la sortie en tant que single de la chanson ont premièrement fait surface au mois d'août 2012, avant que Kesha annonce officiellement sa sortie un mois plus tard en septembre, puis elle diffusa une vidéo prise au Japon, dans laquelle elle sifflote l'air de Die Young.

## Controverse
La chanson Die Young (littéralement « Mourir jeune ») est sortie peu avant la tuerie de l'école primaire Sandy Hook dans le Connecticut, aux États-Unis, ayant fait 27 victimes dont 20 enfants. Elle a peu à peu été retirée des radios et l'auteur elle-même affirme que cette chanson est « inappropriée » après le drame ayant eu lieu.

## Liste des pistes
- 'Téléchargement digital'[5]

1. Die Young – 3:33

- Single au Royaume-Uni[6]

1. Die Young – 3:33
2. Die Young (Instrumental) – 3:33

- Téléchargement digital - Remix[7]

1. Die Young (Remix, featuring Juicy J, Wiz Khalifa et Becky G.) - 4:04

## Crédits et personnel
| - Chant - Kesha - Auteur – Kesha Sebert, Nate Ruess, Lukasz Gottwald, Henry Walter, Benjamin Levin | - Production – Dr. Luke, Benny Blanco, Cirkut - Instruments et programmation – Dr Luke, Benny Blanco, Cirkut |

Crédits extraits du livret de l'album Warrior, RCA, Kemosabe
.

## Classements et certifications
| Classement (2012)                       | Meilleure position |
| --------------------------------------- | ------------------ |
| Afrique du Sud (Mediaguide)             | 8                  |
| Allemagne (Media Control AG)            | 20                 |
| Australie (ARIA)                        | 3                  |
| Autriche (Ö3 Austria Top 40)            | 4                  |
| Belgique (Flandre Ultratop 50 Singles)  | 19                 |
| Belgique (Wallonie Ultratop 50 Singles) | 13                 |
| Brésil (Hot 100 Airplay)                | 12                 |
| Brésil (Hot Pop & Popular)              | 4                  |
| Canada (Hot 100)                        | 4                  |
| Écosse (OCC)                            | 3                  |
| États-Unis (Hot 100)                    | 2                  |
| États-Unis (Pop Airplay)                | 1                  |
| États-Unis (Dance Club Songs)           | 8                  |
| États-Unis (Adult Pop Songs)            | 14                 |
| France (SNEP)                           | 12                 |
| Irlande (IRMA)                          | 14                 |
| Japon (Hot 100)                         | 20                 |
| Liban (Lebanese Top 20)                 | 1                  |
| Pays-Bas (Single Top 100)               | 56                 |
| Espagne (PROMUSICAE)                    | 34                 |
| Mexique (Billboard International)       | 35                 |
| Norvège (VG-lista)                      | 8                  |
| Nouvelle-Zélande (RMNZ)                 | 9                  |
| Tchéquie (IFPI Rádio)                   | 25                 |
| Royaume-Uni (UK Singles Chart)          | 7                  |
| Slovaquie (IFPI Rádio)                  | 15                 |
| Suède (Sverigetopplistan)               | 14                 |
| Suisse (Schweizer Hitparade)            | 23                 |

| Classement (2012)    | Position |
| -------------------- | -------- |
| États-Unis (Hot 100) | 85       |
| Canada (Hot 100)     | 93       |

| Pays                     | Certification | Ventes    |
| ------------------------ | ------------- | --------- |
| Australie (ARIA)         | 3 × Platine   | 210 000   |
| Canada (Music Canada)    | Platine       | 80 000    |
| Danemark (IFPI)          | 2 × Platine   | 60 000    |
| Italie (FIMI)            | Platine       | 30 000    |
| Mexique (Amprofon)       | Or            | 30 000    |
| Nouvelle-Zélande (RIANZ) | Platine       | 15 000    |
| Suède (GLF)              | Platine       | 40 000    |
| États-Unis (RIAA)        | Platine       | 1 645 000 |

## Historique de sortie
| Pays        | Date              | Format                 |
| ----------- | ----------------- | ---------------------- |
| États-Unis  | 25 septembre 2012 | Téléchargement digital |
| Europe      | 18 novembre 2012  | Téléchargement digital |
| Royaume-Uni | 25 novembre 2012  | Téléchargement digital |
| Allemagne   | 23 novembre 2012  | CD single              |

## Dans la culture populaire
La chanson apparait dans le film américain Nos pires voisins sorti en 2014.